# Sabongari Mborguéné
Sabongari Mborguéné est un village de la commune de Meiganga situé dans la région de l'Adamaoua et le département du Mbéré au Cameroun.

## Population
En 1967, Sabongari Mborguéné comptait 145 habitants, principalement Gbayas. Lors du recensement de 2005, 374 personnes y ont été dénombrées.